# 小樹
小樹（1974年8月4日—），本名陳弘樹，是一名台灣廣播節目主持人、樂評、作家、雜誌編輯，主要領域為流行音樂，目前也是線上音樂平台街聲的音樂頻道總監，以及「見證大團誕生系列」總策畫。他曾獲得第55屆金鐘獎流行音樂節目主持人獎。

## 節目主持

### 廣播節目
- 《菜鳥夜哨》（快樂聯播網，2001－2004）
- 《CHILL OUT DJ》（Hit FM聯播網，2004－2009）
- 《StreetVoice未來進行式》（中廣流行網，2009－2017）
- 《StreetVoice未來進行式》（飛碟聯播網，2017－）

### Podcast
- 《感官一條通》（2019－2022）
- 《誰來報樹》（2022－）

## 文學作品

### 小說
- 《1982》（大塊文化，2007）

### 非虛構作品
- 《關電台司令什麼事啊？樂評人小樹的音樂創意美學300擊》（麥浩斯，2008）

## 獎項
| 年份   | 頒獎典禮     | 獎項                 | 提名項目                   | 結果 |
| ------ | ------------ | -------------------- | -------------------------- | ---- |
| 2020年 | 第55屆金鐘獎 | 流行音樂節目主持人獎 | 小樹                       | 獲獎 |
| 2020年 | 第55屆金鐘獎 | 流行音樂節目獎       | 《Street Voice未來進行式》 | 獲獎 |
| 2021年 | 第56屆金鐘獎 | 流行音樂節目主持人獎 | 小樹                       | 提名 |

## 私人生活
小樹為男同性戀者。

## 外部連結
- 小樹的Facebook專頁
- 小樹的Instagram帳戶
- 小樹的X（前Twitter）
- 飛碟電台DJ-小樹簡介 （页面存档备份，存于）